# ARF-GTPase-aktivierendes Protein 1
Beim ARF-GTPase-aktivierenden Protein 1 handelt es sich um ein Enzym, das vom GIT1-Gen kodiert wird. Es dient als GTPase-aktivierendes Protein für die Adenosyl-Ribosylierungs-Faktoren (ARF) und darüber hinaus möglicherweise als Gerüst, um weitere Proteine zu bilden, die den Vesikeltransport, die Zelladhäsion und die Organisation des Zytoskeletts steuern. Weiterhin erhöht es die Geschwindigkeit der Zellmigration und die Bildung zellulärer Ausstülpungen, wahrscheinlich indem es PAK1 zum Zelladhäsionen und zum äußeren Ende der Scheinfüßchen bringt. Es ist auch an der Regulation der Cytokinese beteiligt.
Es spielt eine wichtige Rolle bei der Krankheit Chorea Huntington, indem es die Verklumpung von verändertem Huntingtin fördert.